# Libkov (okres Domažlice)
Libkov (německy Lipkau) je obec v okrese Domažlice v Plzeňském kraji. Žije v ní 131 obyvatel.

## Historie
První písemná zmínka o obci pochází z roku 1379, kdy ji vlastnila jakási Přibyslava, vdova po některém z místních vladyků.
S další významnou zprávou o Libkově se setkáváme k roku 1473. Tehdy v období česko-bavorských pohraničních válek vtrhli na blízké úsilovské panství Bavoři a Libkov spolu s dalšími vesnicemi vypálili. V místech pusté vsi vznikl nejprve svobodnický dvůr, který se stal základem pozdějšího šlechtického statku, kolem nějž se postupně rozvinula nová ves. V polovině 18. století je v Libkově zmiňován zámeček, na němž majitelé malého statku sídlili.

## Obyvatelstvo
| Rok            | 1869 | 1880 | 1890 | 1900 | 1910 | 1921 | 1930 | 1950 | 1961 | 1970 | 1980 | 1991 | 2001 | 2011 | 2021 |
| -------------- | ---- | ---- | ---- | ---- | ---- | ---- | ---- | ---- | ---- | ---- | ---- | ---- | ---- | ---- | ---- |
| Počet obyvatel | 327  | 292  | 274  | 261  | 244  | 259  | 223  | 170  | 142  | 116  | 140  | 113  | 111  | 115  | 118  |
| Počet domů     | 43   | 43   | 43   | 44   | 43   | 43   | 42   | 45   | 38   | 33   | 36   | 38   | 43   | 45   | 48   |

## Obecní správa
Mezi lety 1850–1980 byl Libkov obcí v okrese Domažlice. Od 1. července 1980 do 23. listopadu 1990 patřil jako část města ke Kdyni a od 24. listopadu 1990 je opět samostatnou obcí.

### Obecní symboly
Znak a vlajka byly obci uděleny rozhodnutím předsedy Poslanecké sněmovny Parlamentu České republiky dne 4. dubna 2019.

## Pamětihodnosti
- Venkovská usedlost čp. 9

## Galerie

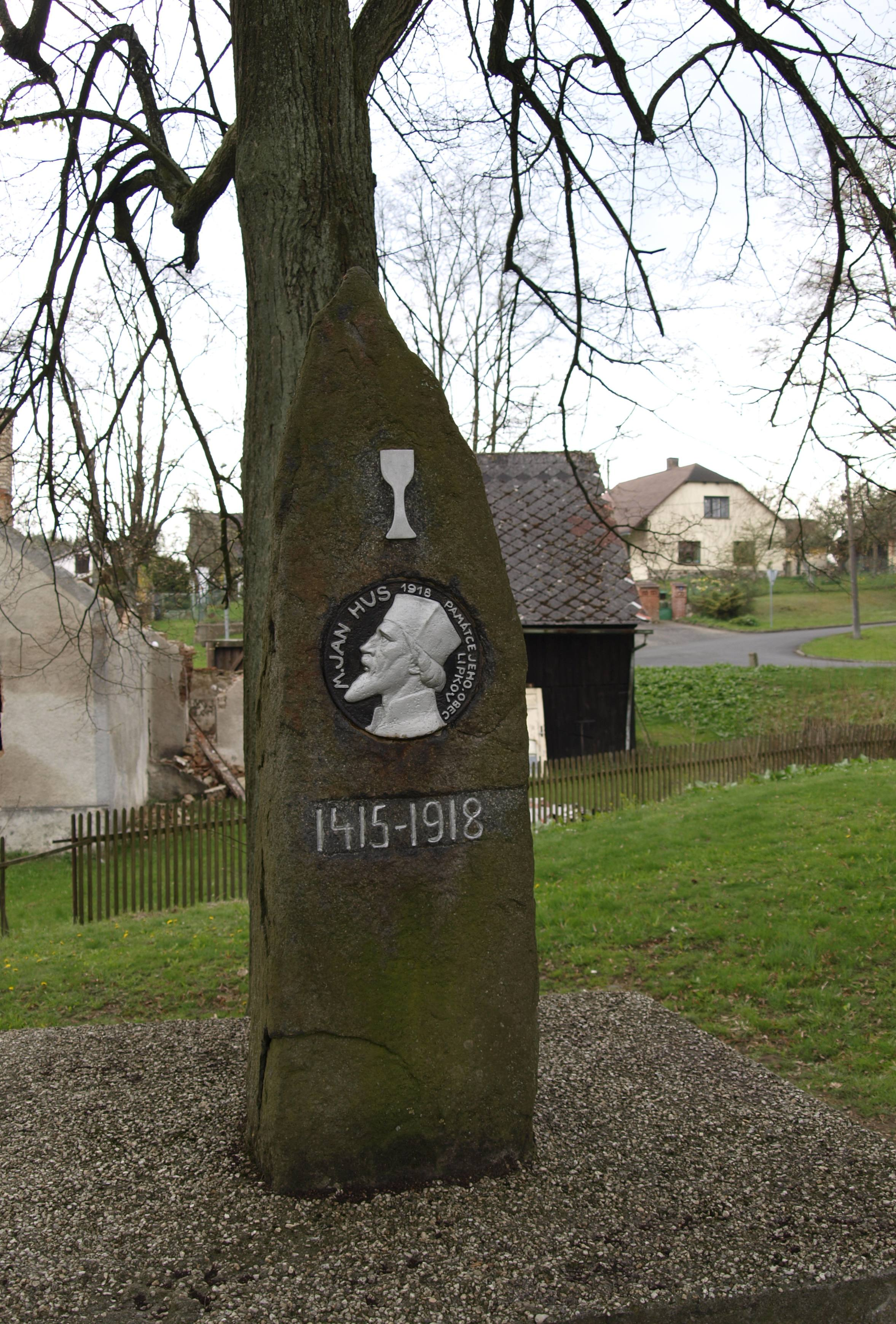
Pomník Jana Husa
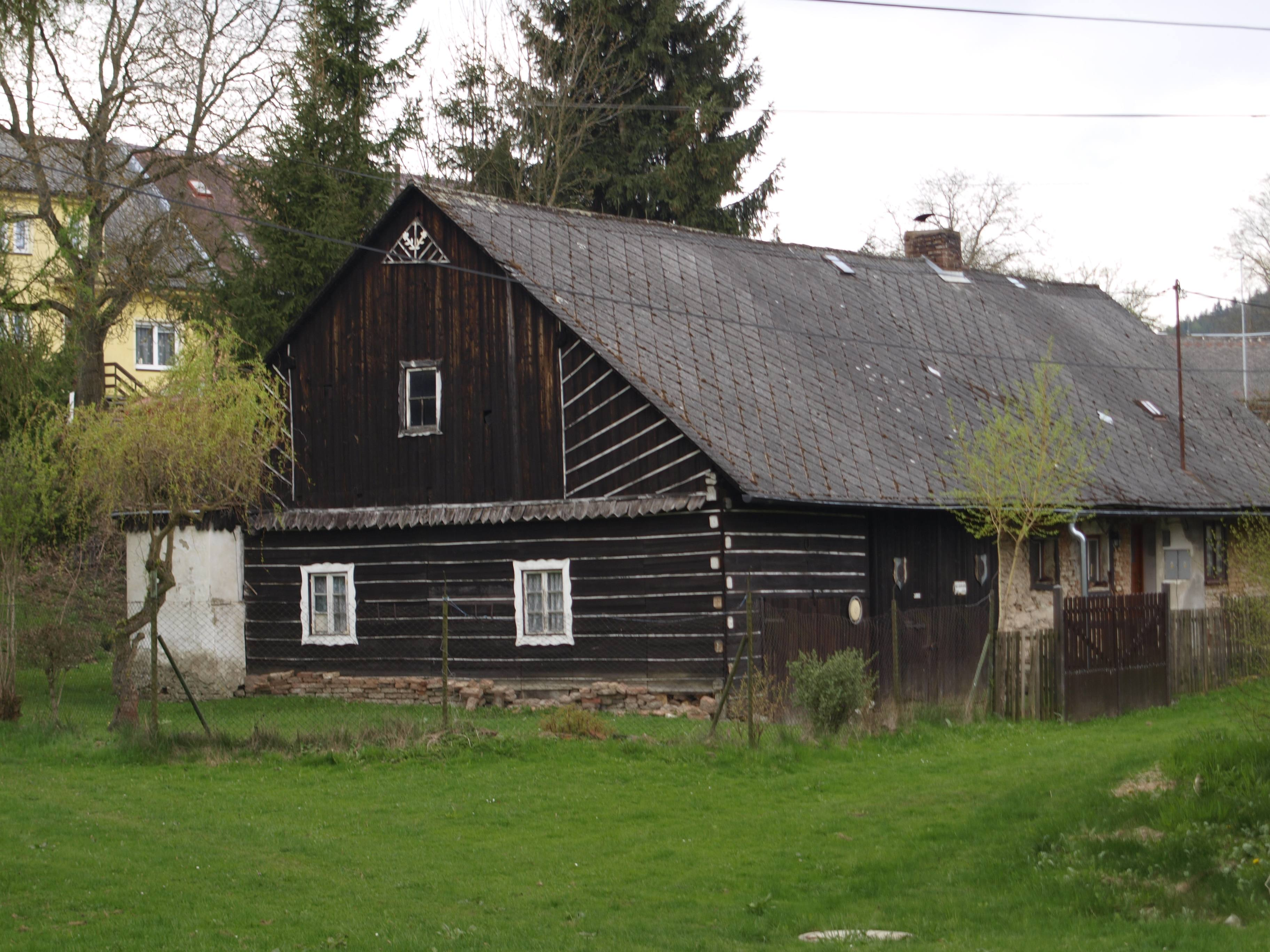
Dům č.p. 41
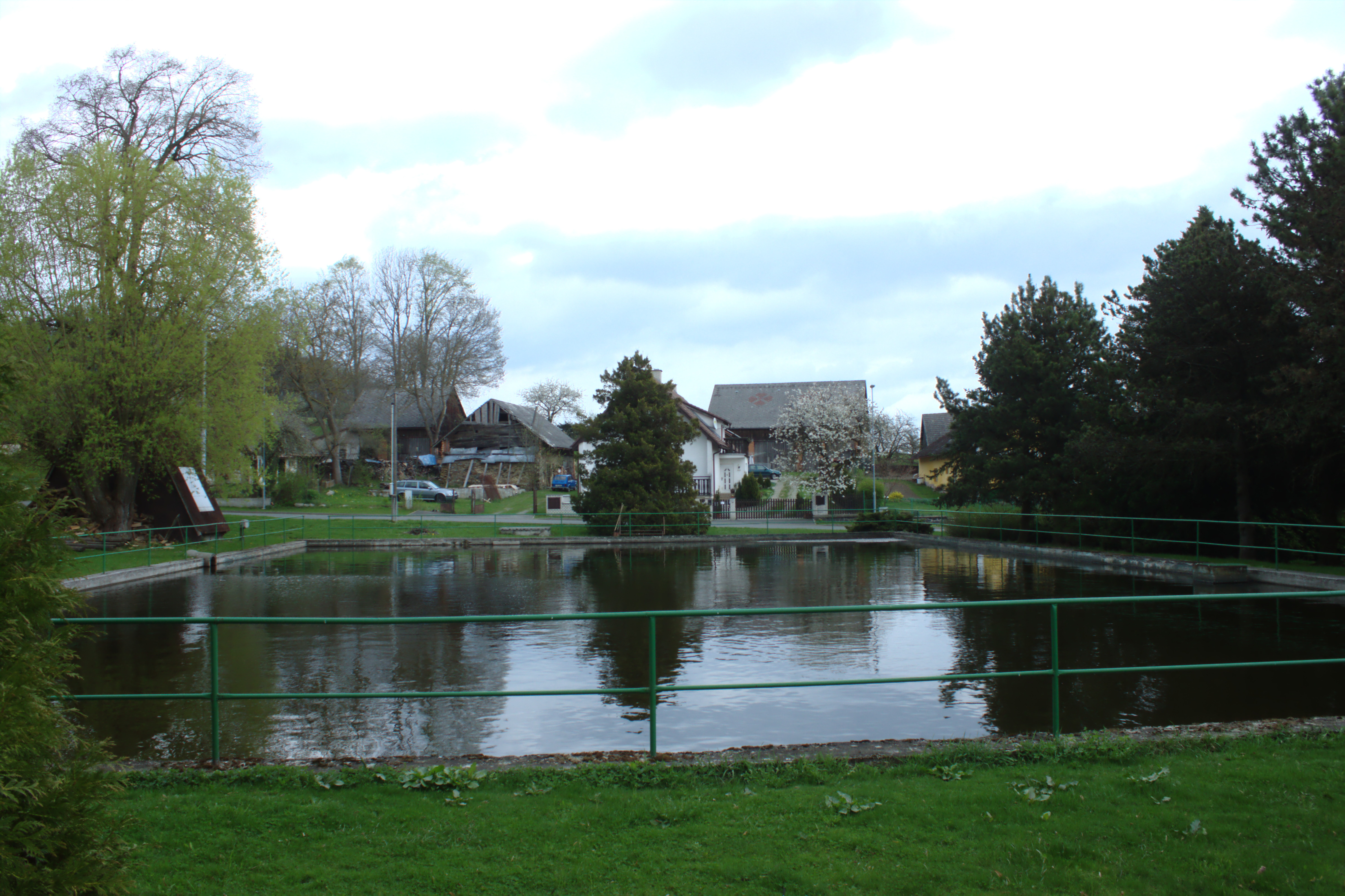
Rybník v Libkově